# Michael Smith (wrestler)
Michael Maurice Smith, noto con il ring name Sam Houston (Waco, 11 ottobre 1963), è un ex wrestler statunitense.
È meglio conosciuto per essere il figlio del wrestler Grizzly Smith, fratellastro di Jake "The Snake" Roberts, e fratello della lottatrice Rockin' Robin. Lottò nella World Wrestling Federation dal 1987 al 1991.

## Carriera

### Inizi (1983-1985)
Smith esordì nel wrestling nel 1983 nella Championship Wrestling from Florida.

### Mid-Atlantic Championship Wrestling (1985-1986)
Nel 1985 cominciò a lavorare nella Mid-Atlantic Championship Wrestling. Veniva presentato come un protégé di Dusty Rhodes e Magnum T.A., fatto che lo rese un bersaglio per i Four Horsemen. Nell'estate del 1985, Tully Blanchard, Ole Anderson e Arn Anderson gli ruppero (kayfabe) un braccio durante un six-man tag team match.
Verso la fine dell'anno ebbe una faida  con Krusher Khruschev per l'NWA Mid-Atlantic Heavyweight Championship, che Houston riuscì a vincere nel gennaio 1986. Quindi ebbe una rivalità con Black Bart, che gli strappò il titolo pochi mesi dopo.
Nel corso dell'estate 1986 formò un tag team a tema "cowboy" con Nelson Royal.

### Central States Wrestling (1986)
Houston si trasferì alla Central States Wrestling poco tempo dopo, dove vinse il titolo principale nel corso di un feud con Bulldog Bob Brown e Bill Dundee.

### Universal Wrestling Federation (1987)
Trascorse i primi mesi del 1987 nella Universal Wrestling Federation dove fece coppia con Terry Taylor per un breve periodo di tempo.

### World Championship Wrestling (1991)
Dopo avere trascorso gli ultimi periodi nel mid-card WWF svolgendo la funzione di jobber per le star della federazione, Houston lasciò la compagnia nel febbraio 1991 per entrare nella World Championship Wrestling. Il 17 aprile fece la sua prima apparizione a Gadsden, Alabama, dove sconfisse Jack Victory. Durante la puntata del 12 maggio, affrontò il WCW World Champion Ric Flair. In seguito Houston affrontò The Diamond Studd, Larry Zbyszko, Arn Anderson e Steve Austin. L'ultimo match lo disputò l'11 agosto quando sconfisse One Man Gang nel corso di un house show a Roanoke, Virginia.

### World Championship Wrestling (1993-1994)
Houston tornò nella WCW nell'estate 1993 nel corso di un house show a Burlington, lottando contro Frankie Lancaster. Il 7 settembre lottò in un dark match a WCW Saturday Night, in coppia con Mark Starr sconfiggendo JD Wolfe & Chick Donovan. In un match registrato quella sera e trasmesso il 9 ottobre 1993, Houston e Starr furono sconfitti dagli Harlem Heat. Una successiva apparizione si ebbe il 16 ottobre, in coppia con Pez Whatley contro i Nasty Boys. L'ultima apparizione ebbe luogo il 26 settembre 1994, quando Houston fu sconfitto da The Honky Tonk Man a Knoxville, TN.

## Vita privata
Michael Smith è un wrestler di seconda generazione, suo padre era Grizzly Smith. Il suo fratellastro è Jake "The Snake" Roberts, e la sua sorella minore è Rockin' Robin.
Prima della sua partenza dalla NWA, Smith cominciò a frequentare la valletta di Tully Blanchard, Nickla Roberts, meglio conosciuta con lo pseudonimo "Baby Doll". I due si sposarono a Lubbock, Texas, il 30 luglio 1986, e la coppia ebbe due figlie, Mikala Joy e Mikka Tyler (Smith). Roberts scelse di dedicare il suo tempo alle sue nuove bambine invece di tornare al wrestling. Divorziò da Houston nel 1995.
Nell'agosto 2005 fu condannato a dieci anni di carcere per i ripetuti arresti per guida in stato di ebrezza. Era già stato arrestato numerose volte in precedenza, e la sua ex moglie Roberts sostenne nel 2005 che aveva avuto una media di due arresti per guida in stato di ebbrezza all'anno negli ultimi dieci anni prima di essere mandato in prigione.
La casa di Smith nei pressi di New Orleans è stata distrutta dall'uragano Katrina. Ha lavorato part-time in una impresa edile.

## Titoli e riconoscimenti
- Central States Wrestling
  - NWA Central States Heavyweight Championship (1)[1]
- Global Wrestling Federation
  - GWF Television Championship (1)[1]
- Mid-Atlantic Championship Wrestling
  - NWA Mid-Atlantic Heavyweight Championship (1)[1]
- NWA Ark-La-Tx
  - NWA Ark-La-Tex Heavyweight Championship (1)
- Pro Wrestling America
  - PWA Tag Team Championship (1) – con Charlie Norris[1]
- Virginia Wrestling Association
  - VWA Heavyweight Championship (1)[9]
- World Class Wrestling Federation
  - WCWF Heavyweight Championship (1)[9]